# Università di Siviglia

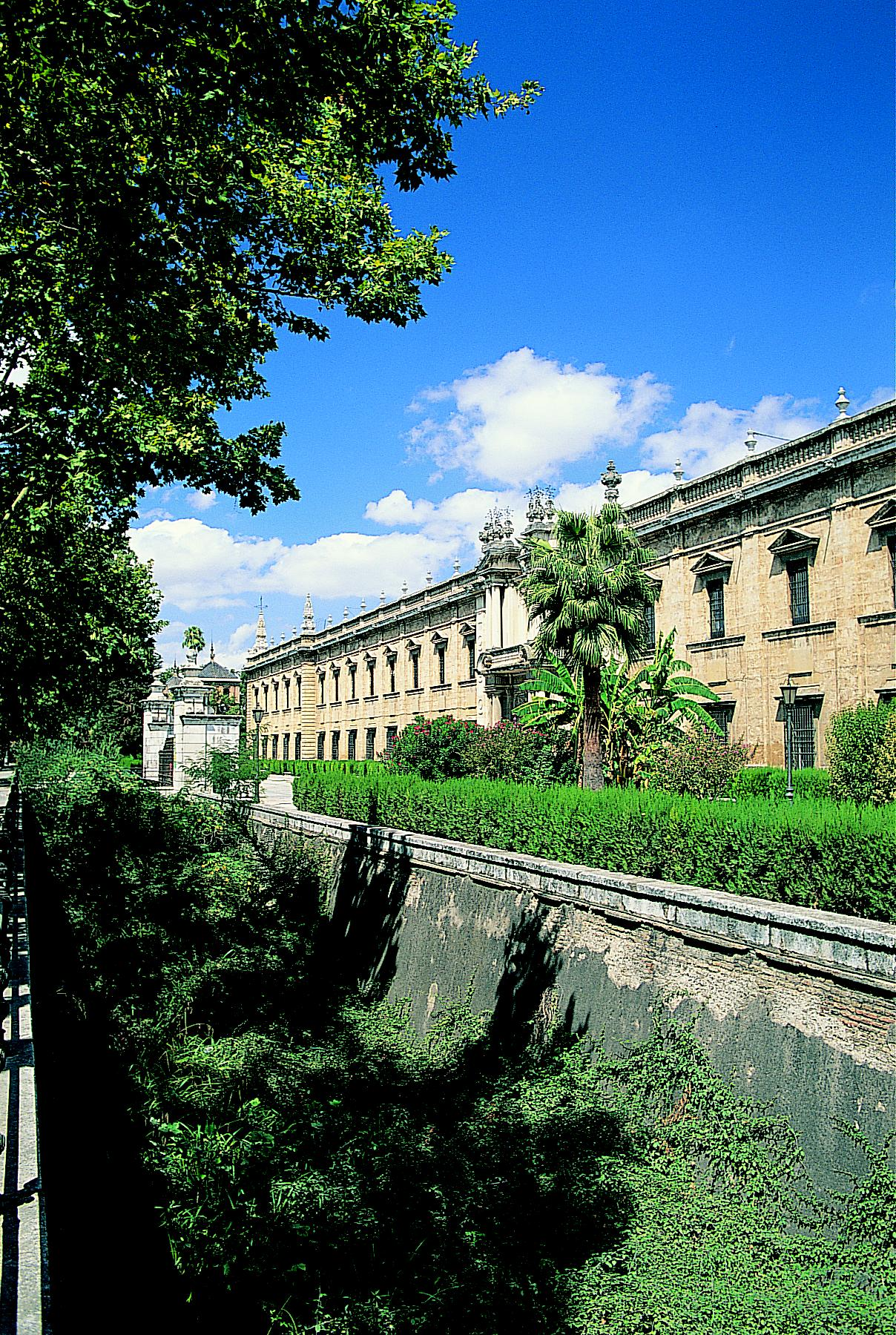
La Reale Fabbrica di Tabacco, sede del rettorato dell'Ateneo

L'Università di Siviglia (in spagnolo Universidad de Sevilla) è un'istituzione accademica che ha sede nel capoluogo andaluso, in Spagna. I vari centri di essa sono sparsi per tutta la città, ma la sede si trova nell'edificio della Reale Fabbrica di Tabacco.

## Centri
- Edificio Centrale (Reale Fabbrica di Tabacco):
  - Facultad de Filología
  - Facultad de Geografía e Historia
- Campus Reina Mercedes:
  - Facultad de Biología
  - Facultad de Farmacia
  - Facultad de Física Archiviato il 29 giugno 2008 in Internet Archive.
  - Escuela Técnica Superior de Ingeniería Informática
  - Facultad de Matemáticas
  - Facultad de Química
  - Escuela Técnica Superior de Arquitectura
  - Escuela Universitaria de Arquitectura Técnica
- Campus Ramón y Cajal:
  - Facultad de Derecho
  - Facultad de Ciencias Económicas
  - Escuela Universitaria de Estudios Empresariales
  - Facultad de Filosofía
  - Facultad de Psicología
- Campus Macarena:
  - Facultad de Medicina
    - Unidad docente del Hospital Universitario de Valme
    - Unidad docente del Hospital Universitario Virgen del Rocío

  - Escuela Universitaria de Ciencias de la Salud
  - Facultad de Odontología
- Campus Cartuja:
  - Escuela Técnica Superior de Ingenieros Archiviato il 3 marzo 2022 in Internet Archive.
  -  Facultad de Comunicación, su fcom.us.es. URL consultato il 4 agosto 2008 (archiviato dall'url originale il 10 giugno 2008).
- Escuela Universitaria de Ingeniería Técnica Agrícola
- Facultad de Bellas Artes
- Facultad de Ciencias de la Educación
- Facultad de Ciencias del Trabajo
- Escuela Universitaria Politécnica